# Dan Peterman
Dan Peterman (* 1960 in Minneapolis) ist ein US-amerikanischer Installationskünstler.

## Leben und Werk
Dan Peterman studierte bis zum Bachelor of Fine Arts an der University of Wisconsin–Eau Claire und legte den Master of Fine Arts an der University of Chicago ab. Er nahm einen Ruf als Professor an die University of Illinois in Chicago an.
Seit den 80er Jahren beschäftigt Peterman sich künstlerisch mit dem Thema Recycling und Weiterverarbeitung von Materialien. Er arbeitet an der Schnittstelle von Kunst, Ökologie und Ökonomie. 1986 begann Peterman, im Resource Center in dem Gebäudekomplex „The Building“ zu arbeiten, und bezog zeitgleich ein Atelier im Gebäude. Das ehemalige Parkhaus wurde vom Philosophen Ken Dunn betrieben. „The Building“ brannte 2001 ab und wurde 2004 wiedereröffnet. Peterman führt es bis heute unter dem Namen „Experimental Station“ weiter.
2001 fand die Ausstellung Dan Peterman: 7 Deadly Sins im Kunstverein Hannover statt. 2017 war Dan Peterman Teilnehmer der documenta 14.